# إد مورغان (لاعب كرة قاعدة)
إد مورغان (بالإنجليزية: Ed Morgan) هو لاعب كرة قاعدة أمريكي، ولد في 22 مايو 1904 في القاهرة في الولايات المتحدة، وتوفي في 9 أبريل 1980 في نيو أورلينز في الولايات المتحدة.

## وصلات خارجية
- إد مورغان على موقعبيزبول رفرنس.كوم (الدوري الرئيسي) (الإنجليزية)